# Амир Хосров Дехлеви

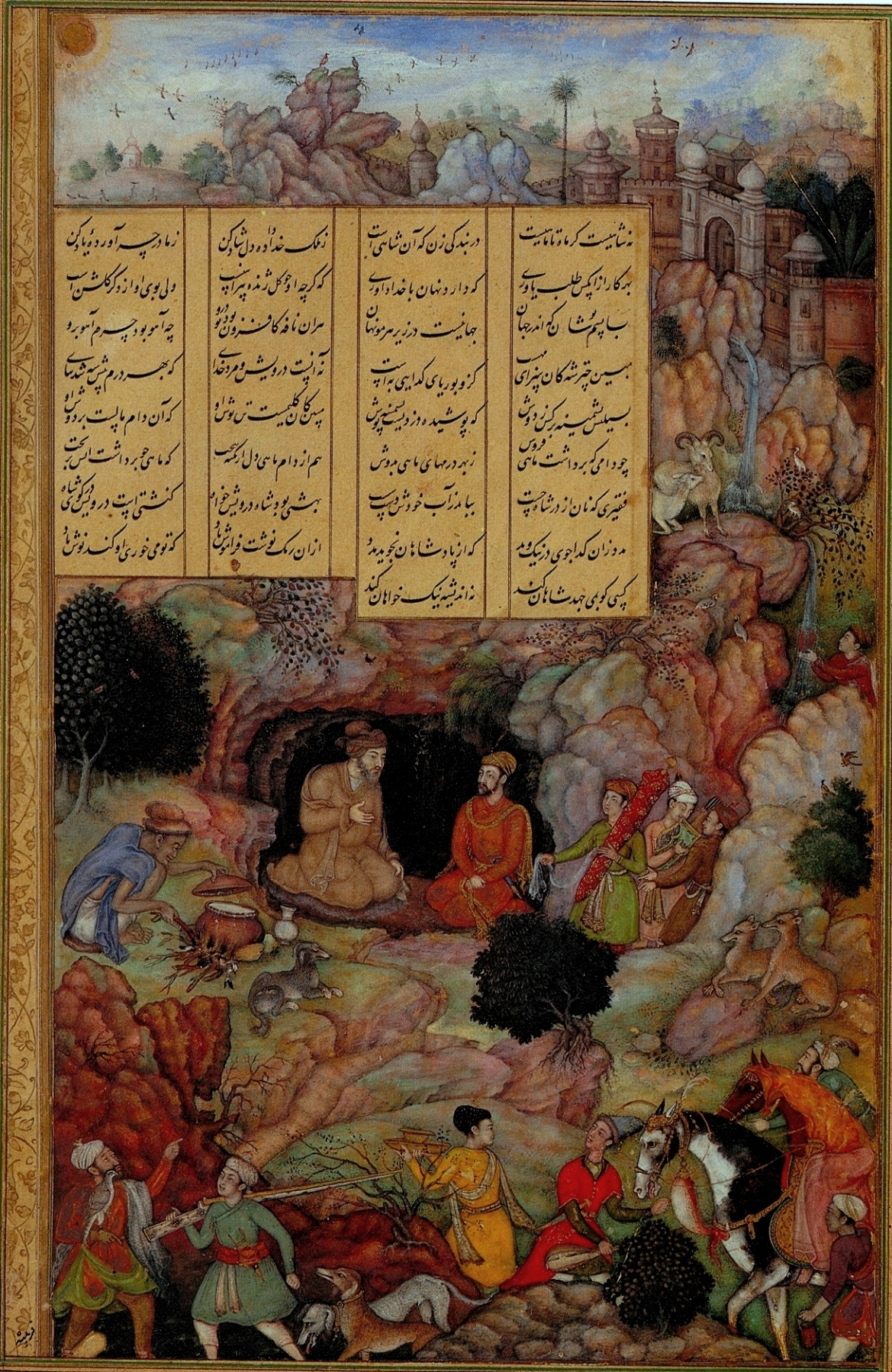
Александр посещает мудреца Платона, «Хамсе» Амира Хосрова

Ами́р Хосро́в Дехлеви́, настоящее имя Абу́ ль-Хаса́н Ями́н ад-Дин Хосро́в (перс. ابوالحسن یمین‌الدین خسرو‎, урду ابوالحسن یمین‌الدین خسرو‎, хинди अबुल हसन यमीनुददीन ख़ुसरो; 1253, Патиали, ныне штат Уттар-Прадеш, — 1325, Дели, Делийский султанат) — индийский поэт, учёный. Писал на персидском и диалекте Северной Индии (кхари-боли), позднее лёгшем в основу языков урду и хинди. Служил придворным поэтом и хронистом. Поэзия Амира Хосрова имела огромное значение в истории индийской литературы. Его иногда называют «голосом Индии» (Тути-е-Хинд) и «отцом литературы на урду».
Хосров считается «отцом каввали» (религиозной музыкальной формы суфиев на Индийском субконтиненте). Он ввёл в Индию газельный стиль песни, который до сих пор широко распространен в Индии и Пакистане.
Хосров был экспертом по многим стилям персидской поэзии, которые были разработаны в средневековой Персии, от касыд Хагани Ширвани до «Хамсе» Низами Гянджеви.
Он использовал 11 систем стихосложения с тридцатью пятью различными метрами.
Он писал во многих стихотворных формах, включая газель, маснави, кыта, рубаи, до-байти и таркиб-банд. Его вклад в развитие газели был значительным.

## Биография
Амир Хосров родился в 1253 году в Патиали, недалеко от Эты, на территории современного индийского штата Уттар-Прадеш, в тогдашнем Делийском султанате. Отец Хосрова, Амир Сейфу-д-дин Махмуд, был одним из среднеазиатских командиров тюркского племени лачин. А по другой версии возводившего себя к кара-китаям Шахрисабза.
Амир Сейфу-д-дин Махмуд вырос в Кеше, небольшом городке под Самаркандом (совр. Узбекистан). Когда он был молодым, регион был опустошён вторжением Чингисхана в Центральную Азию, и большая часть населения бежала в другие страны. Индия была одним из тех мест, куда бежали многие семьи, в том числе семья Амира Саифу-д-дина, которая покинула Кеш и отправилась в Балх (ныне Северный Афганистан). Это было относительно безопасным местом; отсюда они послали представления делийскому султану в поисках убежища и помощи. Им было дано разрешение, и затем группа отправилась в Дели. Правитель Дели султан Шамсу-д-дин Ильтутмиш как и они был тюрком; на самом деле, он вырос в том же регионе Центральной Азии и в прошлом столкнулся с несколько схожими обстоятельствами. По этой причине группа в первую очередь обратилась к нему. Ильтутмиш не только приветствовал беженцев в своем дворе, но также предоставил некоторым из них высокие должности и поместья. В 1230 году Амиру Саифу-д-дину было предоставлено поместье в районе Патияли.
Амир Саифу-д-дин женился на Биби Даулатназ, дочери Равата Арза, индуистского дворянина и военного министра Гияду-д-дина Балбана, девятого султана Дели. Семья Даулатназ принадлежала к раджпутской общине, которая жила на территории современного штата Уттар-Прадеш.
У Амира Саифу-д-дина и Биби Даулатназ было четверо детей: трое сыновей (одним из которых был Хосров) и дочь.
Амир Саифу-д-дин Махмуд умер в 1260 году, когда Хосрову было всего семь лет. После смерти своего мужа мать Хосрова переехала с детьми в дом своего отца в Дели. Таким образом, Хосров воспитывался в доме своего деда по материнской линии раджпута Равата Арза (известного под названием Имад-уль-Мульк). Он вырос очень близко к культуре и традициям индийского общества. Снова и снова в своей поэзии и на протяжении всей своей жизни он утверждал, что он был индийским тюрком (Тюрк-е-Хинд).
Под влиянием своего отца он впитал ислам и суфизм в сочетании со знанием турецкого, персидского и арабского языков. Любовь и восхищение Хосрова к своей родине проявляются через его творчество. Персидский лирик Хафиз Ширазуллы описал его как Тути-е-Хинд — «поющая птица Индии».
Хосров был умным ребёнком. Он начал изучать и писать стихи в возрасте девяти лет. Его первый диван, Тухфат ас-Сигр («Дар детства») был написан в возрасте между 16 и 18 лет (ок. 1271 г.). В 1273 году, когда Хосрову было 20 лет, умер его дед, которому было, как сообщается, 113 лет. После смерти деда Хосров вступил в армию Малика Чаджу, племянника правящего султана Гиясау-д-дина Балбана. Это принесло его поэзии внимание королевского двора.
Насиру-д-дин Бугра-хан, второго сына Балбана, пригласили послушать Хосрова. Он был впечатлён позией Хосрова и в 1276 году стал его покровителем. В 1277 году Бугра-хан был назначен правителем Бенгалии, и Хосров посетил его в 1279 году во время написания своего второго дивана, Васт аль-Хаят («Середина жизни»). Затем Хосров вернулся в Дели. Старший сын Балбана, Хан Мухаммед (который был в Мултане), прибыл в Дели, и когда он услышал о Хосрове, он пригласил его в свой двор. Затем Хосров сопровождал его в Мултан в 1281 году. Мултан в то время был воротами в Индию и центром знаний и обучения. Караваны учёных, торговцев и эмиссаров проходили через Мултан из Багдада, Аравии и Персии на пути в Дели. Хосров написал это: «Я привязал пояс службы к своей талии и надел шапку товарищеских отношений ещё на пять лет. Я придал блеск воде Мултана из океана моего ума и шутки».
9 марта 1285 года хан Мухаммед был убит в бою, сражаясь с монголами, вторгшимися в Султанат. Хосров написал две элегии в горе о своей смерти. В 1287 году Хосров отправился в Авад с другим своим покровителей, Амиром Али Хатимом. В возрасте восьмидесяти лет Балбан отозвал своего второго сына Бугра-хана из Бенгалии, но Бугра-хан отказался. После смерти Балбана в 1287 году его внук Муизу-д-дин Кайкабад, сын Бугра-хана, стал султаном Дели в возрасте 17 лет. Хосров оставался на службе в Кайкабаде в течение двух лет (с 1287 по 1288 год). В 1288 году Хосров закончил свой первый маснави, Киран ас-Садаин («Встреча двух благоприятных звёзд»), которая рассказывает о встрече Бугра-хана со своим сыном Муизому-д-дином Кайкабадом после долгой вражды. После того, как Каёкабад перенес инсульт в 1290 году, дворяне назначили его трехлетнего сына Шамсау-д-дина Каюмарса султаном. Турко-афганец по имени Джалалу-д-дин Фируз Халджи затем двинулся на Дели, убил Кайкабада и стал султаном, положив конец династии мамлюков Делийского султаната и положив начало династии Халджи.
Джалалу-д-дин Фируз Халджи высоко оценил поэзию и пригласил на свой двор многих поэтов. Хосров был удостоен чести и уважения в его дворе и получил титул «амир». Ему была посвящена работа «Мушаф-дар». Придворная жизнь заставила Хосрова больше сосредоточиться на своих литературных произведениях. На газели Хосрова, которые он написал в быстрой последовательности, была наложена музыку и девушки пели их каждую ночь перед султаном. Хосров пишет о Джалалу-д-дине Фирузе: «Король мира Джалалу-д-дин, в награду за мою бесконечную боль, которую я испытывал, сочиняя стихи, даровал мне невообразимое сокровище богатства.»
В 1290 году Хосров завершил свой второй маснави, Мифтах аль-Футух («Ключ к победам»), в честь побед Джалалу-д-дина Фируза. В 1294 году Хосров завершил работу над своим третьим диваном, Гуррат аль-Камаль («Расцвет совершенства»), который состоял из стихов, написанных им в возрасте от 34 до 41 года.
В 1296 году после Джалалу-д-дина Фируза на трон Дели взошел Алау-д-дин Халджи. Хосров написал Хасаин аль-Футух («Сокровища побед»), в котором записаны строительные работы Ала-уд-дина, войны и дела в сфере управления государством. Затем он написал хамсу (квинтет) с пятью маснави, известными как Хамса-э-Хосров («Хамса Хосрова»), завершив её в 1298 году. Хамса подражал одноимённому произведению раннего поэта персидских эпосов Низами Гянджеви. Первым маснави в хамсе был Матла аль-Анвар («Восходящее место света»), состоящий из 3310 стихов (написанных за 15 дней) с этическими и суфийскими темами. Второй маснави, Хусроу-Ширин, состоял из 4000 стихов. Третий маснави, Лайла-Маджнун — любовная история. Четвёртыё объемныё маснави Айна-э-Сикандари в 4500 стихах рассказывает о подвигах Александра Македонского. Пятый маснави Хашт-Бихишт основан на легендах пятнадцатом короле Сасанидской империи о Бахраме V. Все эти работы сделали Хосрова одним из светил мировой поэзии. Алау-д-дин Халджи был очень доволен его работой и щедро наградил его. Когда родился сын Ала-уд-Дина и будущий преемник Кутбу-д-дин Мубарак-шах Халджи, Хосров подготовил гороскоп Мубарак-шаха Халджи, в котором были сделаны определённые предсказания. Этот гороскоп входит в маснави Сакьяна.
В 1300 году, когда Хосрову было 47 лет, умерли его мать и брат. В 1310 Хосров стал учеником суфийского шейха тариката Чиштия, Низаму-д-дина Авлия. Восхвалял в поэзии главу ордена и своего духовного наставника Низамуддина Аулия. В 1315 году Хосров завершил романтическую маснави Девал Рани — Хизр Хан («Девал Рани и Хизр Хан») о браке принцессы Вагелы Девал Рани с одним из сыновей Алау-д-дина Халджи, Хизр Ханом.
После смерти Алау-д-дина Халджи в 1316 году его сын Кутбу-д-дин Мубарак-шах Халджи стал султаном Дели. Хосров написал маснави о Мубарак-шахе Халджи под названием Нух Сипихр («Девять небес»), в котором описывались события царствования Мубарак-шаха Халджи. Он разделил эту маснави на девять глав, каждая часть которых считается «небом». В третьей главе он дал яркое описание Индии и её окружающей среды, времён года, флоры и фауны, культур, учёных и т. Д. Он написал ещё одну книгу во время правления Мубарак-шаха Халджи под именем Иджаз-е-Хусрави («Чудеса Хосрова»), которая состояла из пяти томов. В 1317 году Хосров составил Бакия-Никия («Остатки чистоты»). В 1319 году он написал прозаическое произведение Афзаль аль-Фавайд («Величайшее из благословений»), в котором содержались учения Низамуддина Аулия.
В 1320 году Мубарак-шах Халджи был убит Хусров-ханом, который таким образом положил конец династии Халджи и ненадолго стал султаном Дели. В том же году Хусров-хан был захвачен и обезглавлен Гияту-д-дином Туглаком, который стал султаном и, таким образом, положил начало династии Туглаков. В 1321 году Хусров начал писать исторический маснави под названием Туглак Нама («Книга Туглаков») о правлении Гият ад-Дина Туглака и других правителей династии Туглаков.
Амир Хосров умер в октябре 1325 года, через шесть месяцев после смерти Низаму-д-дина Авлия. Почитаемая по сей день гробница Амира Хосров находится рядом с мавзолеем его духовного наставника, в Дели, в квартале «Хазрат Низамуддин». Нихайат аль-Камаль («Зенит совершенства») был составлен, вероятно, за несколько недель до его смерти.
Сохранились сборники стихов, загадок и поговорок на хинди, авторство которых приписывается Амиру Хосрову. Предположительно ему принадлежит словарь синонимов Халик-бари, содержащий арабские, персидские и хинди слова.
По легенде является изобретателем музыкального инструмента ситара и родоначальником музыкального направления каввали — суфийских песнопений. Каждый год со всего Индостана на трехдневный «урс» (годовщину смерти поэта) съезжаются исполнители каввали.

## Сочинения
Амир Хосров является автором исторических поэм, посвящённых событиям, свидетелем которых он был. Творчество Амира Хисрова знаменует становление персоязычной литературы Индии. Ему принадлежит большое количество поэтических, литературоведческих и исторических сочинений.
Лирика поэта собрана в пяти диванах: «Дар юности» (написано 1272), «Середина жизни» (написано 1284), «Полнота совершенства» (написано 1293), «Избранный остаток» (написано 1316) и «Предел совершенства» (написано 1325). Он написал 5-томный труд «Стилистика Хосрова», куда вошли сочинения по теории литературы и индийской музыки.
Создал десять поэм-дастанов, в том числе «Девальрани Хизр-хан» на сюжет из жизни двора. Пять из них включены в «Хамсу» («Пятерицу»), написанную по образцу и на сюжеты поэм Низами: «Восхождение светил» (написано 1298), «Ширин и Хосров» (написано 1298), «Меджнун и Лейла» (написано 1298), «Искандерово зеркало» (написано 1299) и «Восемь райских садов» (написано 1301).
Ниже перечислены некоторые его произведения:
- Тухфат ас-Сигр («Дар детства»), 1271 г. — первый диван Хосрова, содержит стихи, написанные в возрасте от 16 до 18 лет.
- Васт аль-Хайат («Середина жизни»), 1279 г. — второй диван Хосрова.
- Киран ас-Садаин («Встреча двух благоприятных звёзд»), 1289 г. — первый маснави Хосрова, в котором подробно описывалась историческая встреча Бугра-хана и его сына Муизу-д-дина Кайкабада после долгой вражды.
- Мифтах аль-Футух («Ключ к победам»), 1290 г. — второй маснави Хосрова, в честь побед Джалалу-д-дина Фируз Халджи.
- Гуррат аль-Камаль («Расцвет совершенства»), 1294 г. — стихи, написанные Хосровым в возрасте от 34 до 41 года.
- Хасаин аль-Футух («Сокровища побед»), 1296 г. — подробности о строительных работах, войнах и административных услугах Алау-д-дина Халджи.
- Хамса-э-Хосров («Хамса Хосрова»), 1298 г. — квинтет (хамса) из пяти маснави: Матла аль-Анвар, Хусроу-Ширин, Лайла-Маджнун, Айна-э-Сикандари и Хашт-Бихишт.
- Сакьяна — маснави с гороскопом Кутб-уд-Дина Мубарака Шах Халджи.
- Девал Рани — Хизр Хан («Девал Рани и Хизр Хан»), 1316 г. — трагедия о браке принцессы Дюваль Рани с сыном Алау-д-дина Халджи Хизр Ханом.
- Нух Сипихр («Девять небес»), 1318 г. — маснави Хосрова о правлении Кутб-уд-Дина Мубарака Шах-Халджи, которое включает в себя яркие представления об Индии и её культуре.
- Иджаз-е-Хусрави («Чудеса Хосрова») — сборник прозы, состоящий из пяти томов.
- Бакия-Никия («Остатки чистоты»), 1317 г. — составлено Хосровом в возрасте 64 лет.
- Афзаль аль-Фавайд («Величайшее из благословений»), 1319 г. — произведение прозы, содержащее учения Низамуддина Аулия.
- Туглак Нама («Книга Туглаков»), 1320 г. — исторический маснави правления династии Туглаков.
- Нихайат аль-Камаль («Зенит совершенства»), 1325 г. — составленный Хосровом, вероятно, за несколько недель до его смерти.
- Кисса Чахар Дервеш («Повесть о четырёх дервишах») — дастан, рассказанный Хосровом своему наставнику — Низамуддину Аулия, в результате чего Аулия вылечился от своей болезни.
- Тхалик бари — универсальный глоссарий персидских, арабских и хиндийских слов и фраз, часто приписываемых Амиру Хосрову. Хафиз Мехмуд Хан Ширани утверждал, что он был завершен в 1622 году в Гвалиоре Шия уд-Дин Ахусрау[18].
- Джавахир-э-Хусрави — диван, который часто называют диваном Хосрова Хиндави.

## Публикации
Издания на русском языке
- Амир Хосров Дехлеви. Избранные газели. / Пер. Д. Седых. М., Наука, 1975.
- Амир Хосров Дехлеви. Восемь райских садов. / Пер. А. Ревича. М., Художественная литература, 1975 (переиздание — 2002).
- Амир Хосров Дехлеви. Избранные газели. / Пер. Г. Алиева. М., Наука, 1980
- Амир Хосров Дехлеви. Избранное. Ташкент, 1980
- Амир Хосров Дехлеви. Лирика. М., 2001.
- Истины. Изречения персидского и таджикского народов, их поэтов и мудрецов / Перевод Н. Гребнева. Москва: Наука, 1968; Санкт-Петербург, «Азбука-Классика», 2005. ISBN 5-352-01412-6